# Stefano Tessadri
Stefano Tessadri (Milano, 19 gennaio 1974) è un cantautore italiano.

## Biografia
Cresce artisticamente negli anni novanta con un'intensa attività concertistica, esplorando diversi generi musicali con differenti gruppi.
Nel 2002 entra a far parte del "Caravanserraglio", un laboratorio musicale dove convergono numerosi artisti e cantautori.
Nel 2004 esce il suo primo album, Dietro ogni attesa, in cui compaiono Ares Tavolazzi al contrabbasso e Tiziano Tononi alle percussioni.
L'album viene accolto positivamente dalla critica e Tessadri continua con l'attività live.
Nel maggio 2006 viene pubblicato Malocuore, album che segna una svolta nelle sonorità e nelle atmosfere musicali, oltre che vedere un cambio di etichetta discografica e di collaboratori. Nel disco è inclusa una versione in italiano di Malagueña Salerosa una canzone della tradizione mariachi messicana (presente anche nella colonna sonora del film Kill Bill: Volume 2 di Tarantino) e una cover della Ballata degli impiccati di Fabrizio De André, in duetto con Oliviero Malaspina.
Sempre nel 2006 Tessadri riceve il Premio Ciampi e il Premio MEI 2006.
Nel 2008 esce Passione e veleno, il terzo album, con la stessa formazione del precedente. È presente una versione in italiano di Tango till they're sore di Tom Waits, che qui diventa Tango di Capodanno.
Questioni personali e motivi di salute lo tengono lontano dalle scene per qualche anno, ma continua a scrivere canzoni dedicandosi sempre più ad un'altra sua grande passione: il contrabbasso e la musica rockabilly.
Nel 2016 assume lo pseudonimo di Tex Murky e fonda il gruppo Wolfabilly And The Silvery Moon, in cui suona il contrabbasso e scrive tutti i testi.
Sempre nel 2016 esce "Magia Nera", il quarto disco di Tessadri, il primo con il nome “Tex Murky” in puro genere rockabilly. 
Il disco contiene 13 tracce composte da brani originali e alcune cover in italiano di Johnny Burnette e Eddie Cochran.
All'inizio del 2017 comincia la collaborazione con Cris Mantello e Steve Miles e fondano insieme il gruppo Cris Mantello Wild Trio.

## Discografia Stefano Tessadri

### Album
- 2004 – Dietro ogni attesa (La Matricula/Venus)
- 2006 – Malocuore (Novunque/Self Distribution)
- 2008 – Passione e veleno (Novunque/Universal)

## Discografia come Tex Murky

### Album
- 2017 – Magia Nera (Rocketman Records)

## Altre partecipazioni
- 2007 – I nuovi amici di Piero cantano Ciampi (Venus distribuzione) (Raccolta live, Tessadri esegue Il merlo)

## Premi
- Premio Ciampi 2006 per la miglior cover con l'interpretazione de "Il Merlo" [2]